# Szodfridt József
Szodfridt József (Adony-Csongrád, 1860. március 19. – Győr, 1936. március 1.) magyar jogász, köztisztviselő, földbirtokos, 1912-től 1917-ig Győr vármegye és Győr főispánja.

## Életútja
Gimnáziumi tanulmányait a győri bencéseknél végezte, majd a Győri Királyi Jogakadémiára iratkozott be, ahol jogi és államtudományi vizsgáit 1882-ben tette le. Ezt követően a 11. huszárezredben leszolgálta önkéntesi évét, majd ausztriai, németországi és olaszországi tanulmányúton járt. Hazatérését követően, 1883. április 1-jétől a közigazgatásban helyezkedett el, rövid időre gyakornokként, majd 1883. október 1-jétől Győr vármegyei árvaszéki jegyző, 1886-tól vármegyei aljegyző, 1888. október 1-jétől árvaszéki ülnök (az elnökhelyettesek egyike) volt. 1890. október 1-jén a Győr vármegyei Tószigetcsilizközi járás főszolgabírójává nevezték ki. A tisztséget csaknem két évtizedig látta el, majd 1907-től a Győr vármegyei árvaszék elnöki tisztét töltötte be.
Tisztviselői pályájával párhuzamosan az 1890-es évektől Abda déli részén, a Rábca jobb partján kiépítette szentkeresztpusztai uradalmát. A 460 (később 360) holdas birtokon lovat, szarvasmarhát és hízósertést tartottak, napi 350 liter tejjel látták el Győr lakosságát. A szántókon takarmányt és vetőmagot, az uradalmi szőlőtelepen rizling és saszla borszőlőt termesztettek, valamint tégla- és tetőcserépgyárat is létesítettek.
Szodfridt 1910-ben csatlakozott a Nemzeti Munkapárt győri szervezetének vezetőségéhez, majd árvaszékelnöki feladatairól lemondva 1912 decemberében Győr vármegye és Győr szabad királyi város főispánja lett. 1917 júniusában, miután Tisza István miniszterelnök lemondott és pártja is kiszorult a kormányzásból, az ország más munkapárti főispánjaihoz hasonlóan Szodfridt is beadta lemondását. 
Élete hátralévő részében főként szentkeresztpusztai birtoka irányításának szentelte idejét, de a közéletnek sem fordított hátat. 1920-tól 1931-ig ellátta a Rábaszabályozó Társulat elnöki feladatait, 
1928-ban a Győrvárosi és Megyei Takarékpénztár igazgatósági tagja, 
1929-ben a Takarékpénztárak és Bankok Egyesülete győri körzetének elnöke lett. 
1927-től Győr vármegye törvényhatósága, majd 1930-tól az egyesített Győr-Moson-Pozsony vármegye képviseletében tagja volt a magyar országgyűlés felsőházának, valamint a Királyi és Országos Legfőbb Fegyelmi Bíróságnak.
Érdemei elismeréseként kitüntették a Lipót-rend lovagkeresztjével, valamint a Magyar Vöröskereszt Díszjelvényével. Irén nevű leánya Pitroff Pál íróhoz ment feleségül. Hosszú betegség után, hetvenöt éves korában halt meg Győrött, március 4-én a szentkeresztpusztai családi sírboltban temették el.